# ホンダ・クライダー
クライダー（CRIDER、凌派）は、本田技研工業の中国現地合弁会社である広汽本田汽車が製造・販売する小型セダンである。

## 初代（2013年 - 2018年）
2013年4月20日に上海モーターショーにて発表され、同年6月26日より中国で販売を開始した。
クライダーは2012年の北京モーターショーに出展された「Concept C」の量産車に相当する車種であり、中国市場向けに中国人スタッフが主体となって開発が行われた。
広汽ホンダのラインナップにおいてシティとアコードの間を埋める車種である。
外観は龍をモチーフにデザインされている。シティより全長が210mm長く、全高も1,500mm超と高めにとられており、広い室内空間と588リットルのトランクスペースを得ている。
エンジンはR18A型 1.8L直列4気筒SOHC16バルブガソリンエンジンで、最高出力102kW/6,500rpm、最大トルク172N-m/4,300rpmを発揮する。国IVおよび京V自動車排出ガス規制をクリアしている。トランスミッションは5速MTまたは5速AT（前期のみ）で、燃費はMT車は6.5L/100km、AT車は6.7L/100kmとなる。

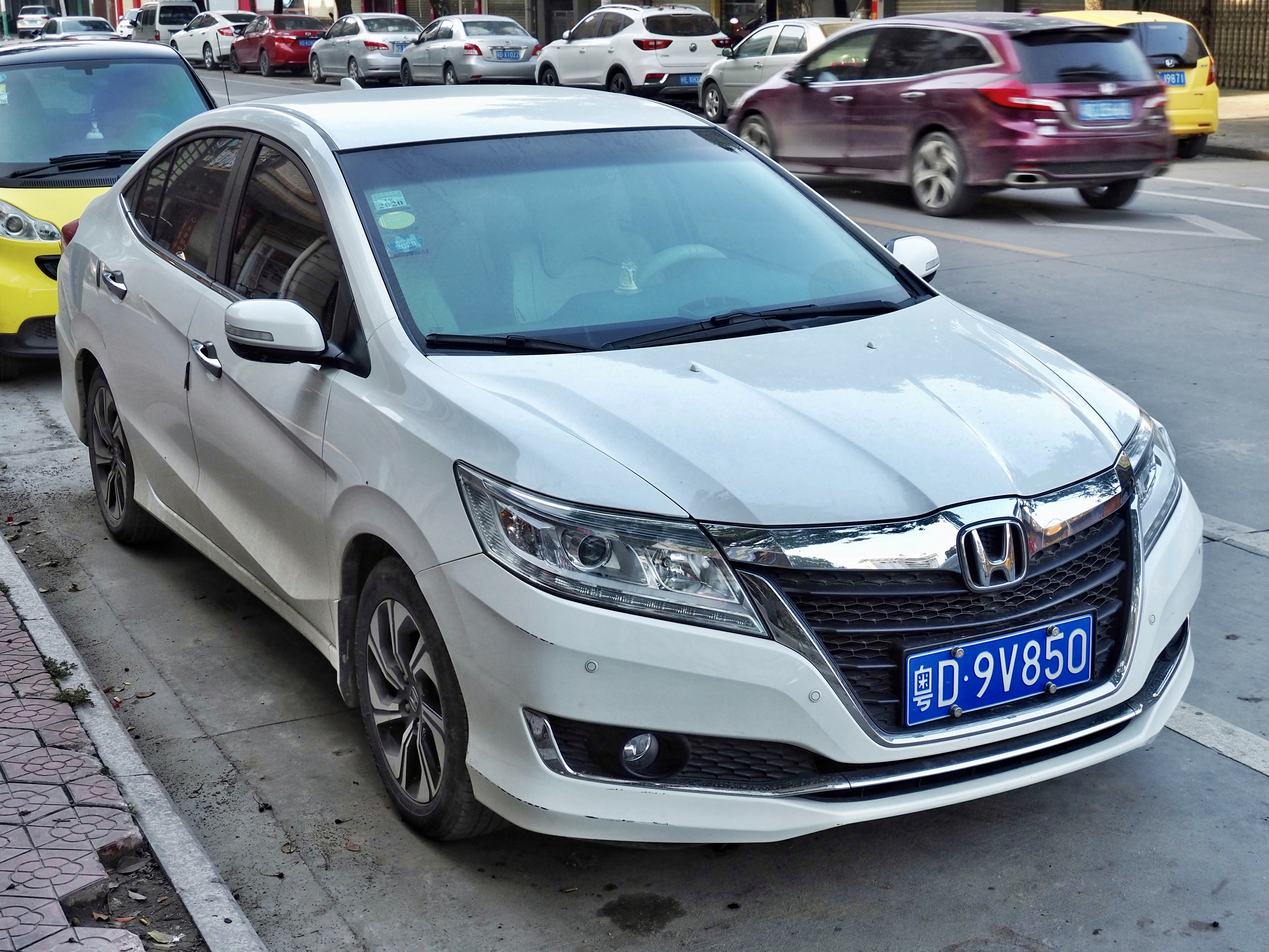
後期型フロント
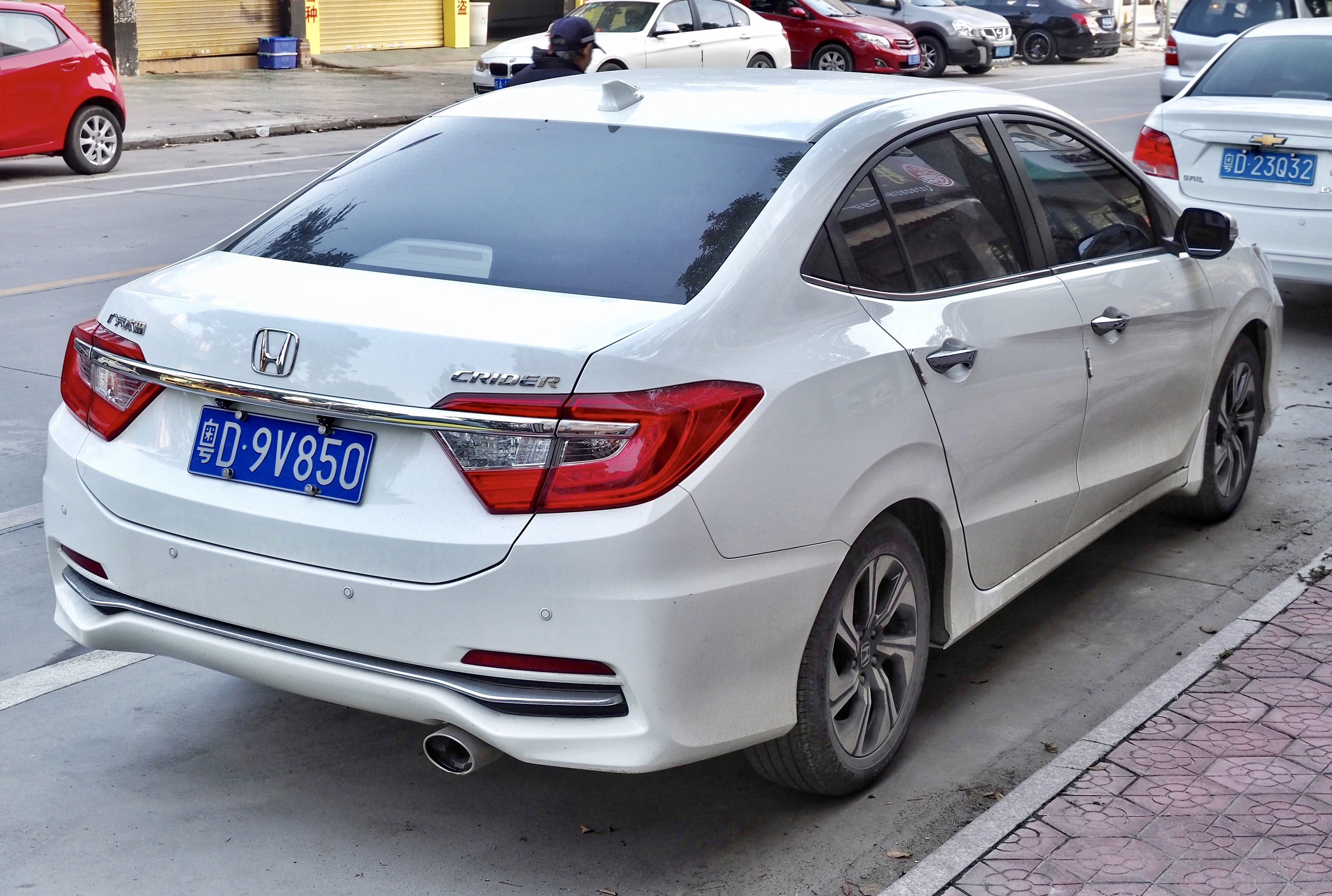
後期型リア

## 2代目（2018年 - ）
2018年9月28日に広汽本田汽車の公式サイトにて2代目が発表された。
外観はキープコンセプトだが、リアクォーターウィンドウが追加されたサイドビューは先代と比べてスポーティーになった。ボディーカラーは全6種類。
内装の特徴は後席アームレストにテーブルが装備されている点で、使用すると後席足元の上に橋を架けるような格好でセンターコンソールとつながる。
全5グレード体系で、上位2グレードには安全運転支援システム「Honda Sensing」が標準装備となる。
ボディ剛性は先代比でフロント60％、リア40％ずつ高められており、これは中国の自動車安全テスト「C-NCAP」の最高評価に相当する。
また、最上級グレードには車載通信モジュール「Honda CONNECT」が標準装備される。

### 兄弟車
2代目クライダーがベースの兄弟車の「エンヴィックス」(ENVIX、中国名：享域)が東風ホンダから販売されている。
広州モーターショー2018においてコンセプトモデルが公開され、2019年上半期に中国市場で発売すると発表された。基本スペックはクライダーと同一だが、グレード構成やボディーカラーなどが異なる。フロントマスクやリアコンビランプは専用デザインで、他の東風ホンダ車と共通性を持たせている。
全5グレード体系で、「Honda Sensing」は最上級グレードにのみ設定される。

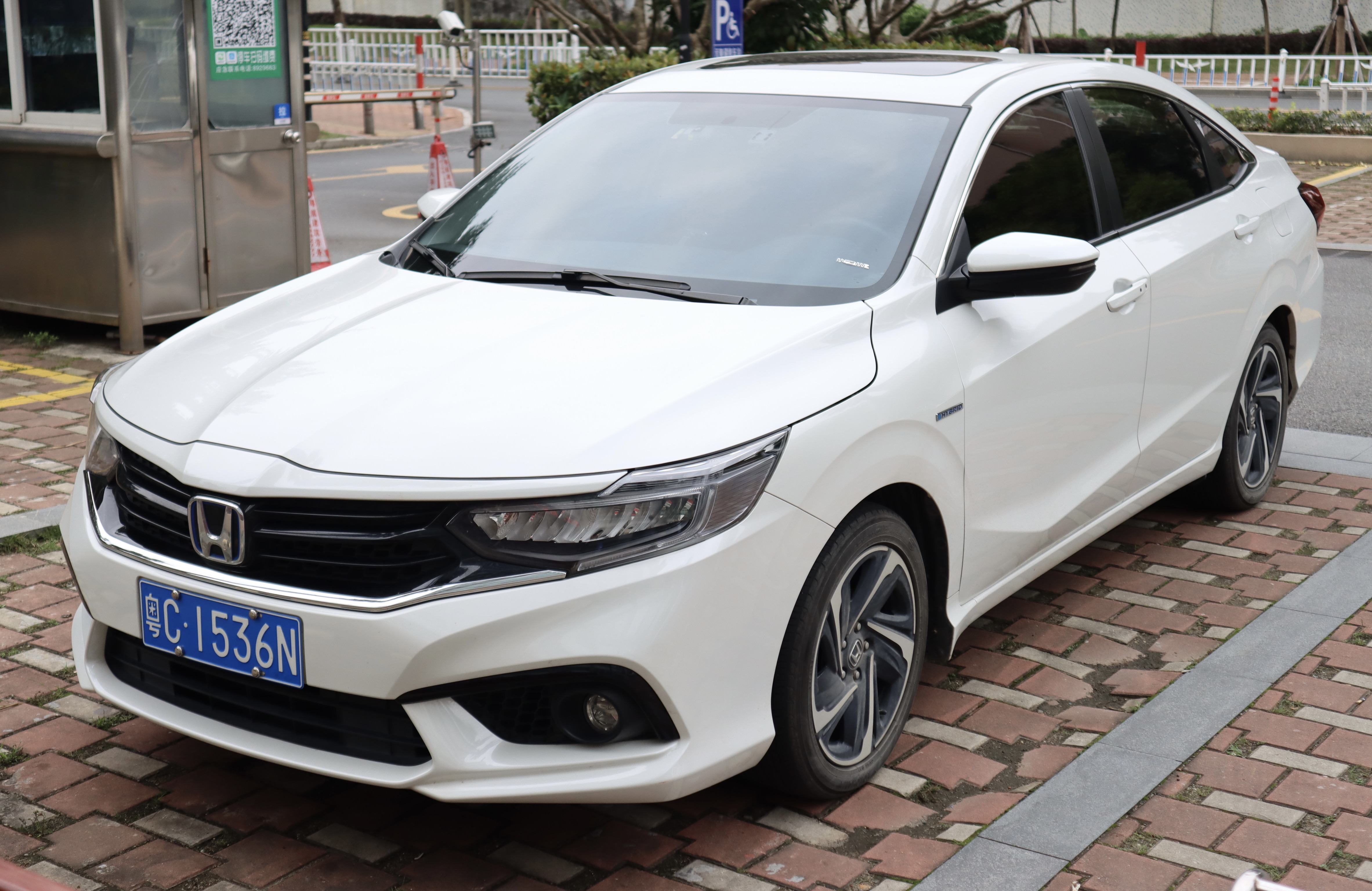
エンヴィックス フロント
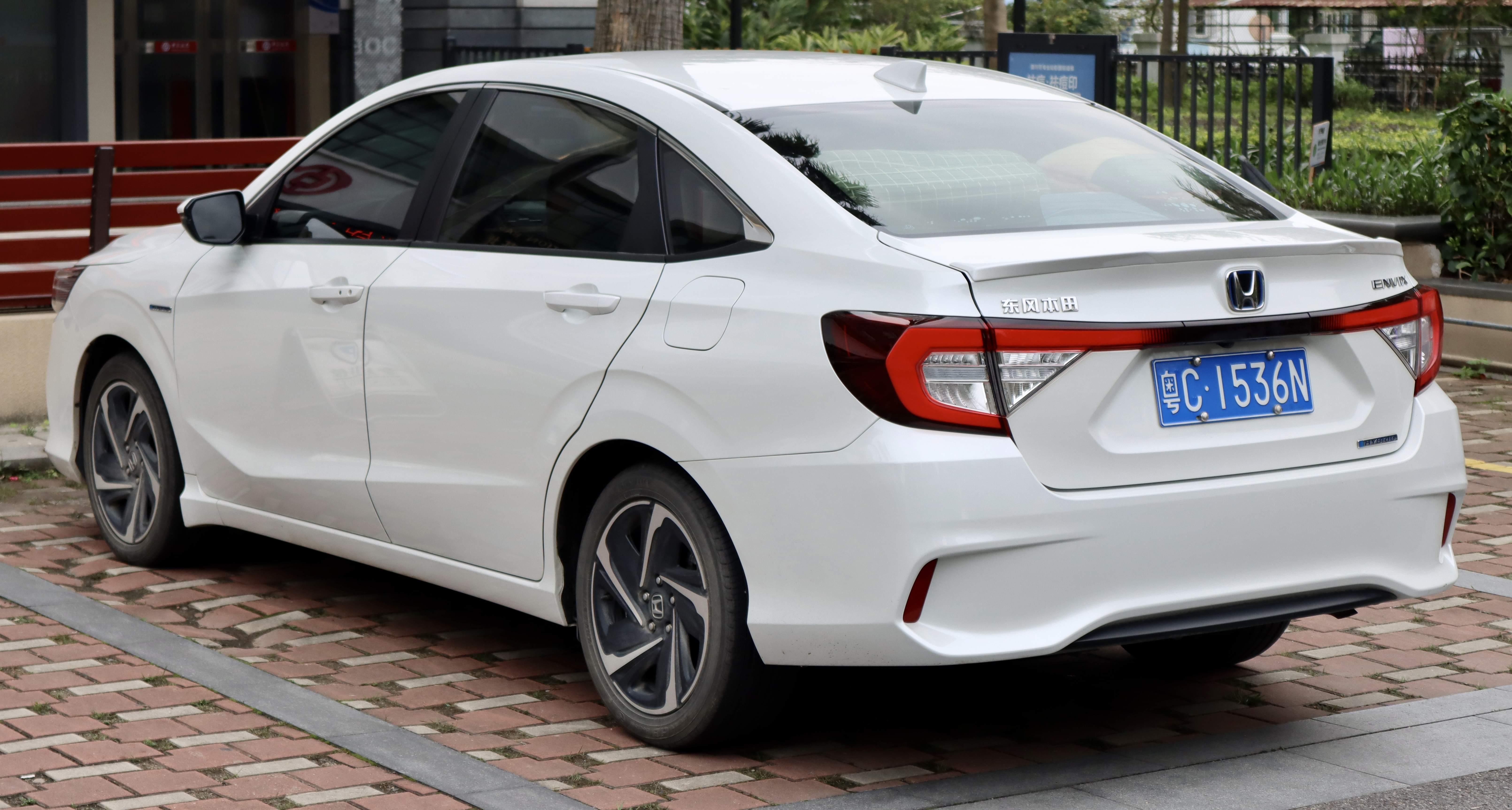
エンヴィックス リア

## 名前の由来
車名はCriteria（基準）とDream（夢想）を組み合わせた造語である。